# Stichophthalma camadevoides
Stichophthalma camadevoides är en fjärilsart som beskrevs av De Nicéville 1898. Stichophthalma camadevoides ingår i släktet Stichophthalma och familjen praktfjärilar. Inga underarter finns listade i Catalogue of Life.